# Pepper Adams
Pepper Adams, właśc. Park Adams III (ur. 8 października 1930 w Highland Park w stanie Michigan, zm. 10 września 1986 w Brooklynie w stanie Nowy Jork) – jazzowy saksofonista barytonowy. Jest uważany za jednego z najbardziej znaczących saksofonistów jazzowych. Swoją grą wywarł wpływ na całe pokolenie muzyków. Przezwany został „Nóż” (The Knife) z powodu ostrego tonu oraz wyrazistej rytmiki, co było zupełnie przeciwne delikatnemu stylowi gry propagowanemu przez Gerry Mulligana, niemal rówieśnika Peppera Adamsa.

## Życie i kariera artystyczna
Urodzony jako Park Adams III w Highland Park (Michigan), był synem Parka Adamsa Jr., kierownika sklepu meblowego, i Cleo Coyle. Rodzina była dość dobrze sytuowana, dopóki sklep nie zbankrutował w czasie depresji (1931), rok po narodzinach Adamsa. Adams dorastał w biedzie. Jego rodzice podróżowali, aby mieszkać z różnymi krewnymi, zanim osiedlili się z dziadkami w Rochester w stanie Nowy Jork, kiedy mały Park Adams III (później znany jako Pepper Adams) miał 7 lat. Tam zaczął uczęszczać do publicznej szkoły muzycznej. Mając lat dwanaście grał na klarnecie oraz czasami na saksofonie sopranowym. W tym okresie, będąc zafascynowanym grą Colemana Hawkinsa, zaczął także pobierać lekcje gry na saksofonie tenorowym u Skippy’ego Williamsa, który później zastąpił Bena Webstera w zespole Duke’a Ellingtona. W 1947 r. Pepper Adams wrócił wraz z matką do Detroit w stanie Michigan. Było to wydarzenie przełomowe dla kariery młodego muzyka. Powrót w rodzinne strony zaowocował znajomością Peppera Adamsa z wieloma muzykami, do których należał także trębacz Donald Byrd, z którym w przyszłości Adams nie raz będzie współpracował.
Koniec lat czterdziestych, to okres, w którym Pepper Adams zapoznaje się z grą Wardella Graya oraz Harry’ego Carneya, co inspiruje go do zainteresowania się saksofonem barytonowym (w późniejszym okresie swego życia pytany, czemu wybrał akurat ten instrument Pepper Adams będzie żartobliwie odpowiadać, że trafił mu się wyjątkowo tani egzemplarz). W tym okresie (1951-1953), wraz z grupą kilku muzyków został wcielony do Armii Amerykańskiej, co zaowocowało występami dla amerykańskich żołnierzy stacjonujących w Korei.
Początek kariery Adamsa, jako profesjonalnego muzyka, to rok 1953, gdy powraca do domu z wojny w Korei. Przez trzy lata (1953-1956) występuje z Yusefem Lateefem, Kennym Burrellem, Donaldem Byrdem oraz innymi. W początkach 1956 roku opuszcza Detroit udając się w krótkie tournée wraz z orkiestrą Stana Kentona. W tym czasie otrzymuje przezwisko „Nóż” z powodu swoistego sposobu grania, który będzie wizytówką Peppera Adamsa aż do końca. W tym samym roku na stałe zamieszkuje w Nowym Jorku. Rok 1957 przynosi nagrania takie jak choćby album Dakar (nagrany wraz z Johnem Coltrane’em, czy The Cooker, w którego nagraniu współpracował z Lee Morganem). W następnym roku współpracuje z Bennym Goodmanem. W tym samym okresie Pepper Adams nagrywa razem z Charlesem Mingusem, jeden z najdoskonalszych albumów Mingusa, Blues & Roots (od tego czasu Pepper Adams sporadycznie nagrywa jeszcze kilka razy razem z Mingusem aż do jego śmierci w 1979 roku). Lata 1965–1978, to czas, kiedy Adams staje się znaczącym członkiem zespołu prowadzonego przez Thada Jonesa oraz Mela Lewisa. W 1980 roku Pepper Adams nagrywa album The Master, który uważany jest przez saksofonistów barytonowych za jedno z najdonioślejszych nagrań jazzowych w historii tego instrumentu. W 1981 roku Dizzy Gillespie zaprosił Peppera Adamsa do swojego Dream Bandu.
Pod koniec 1985 roku Pepper Adams dowiedział się, że jest chory na raka płuca. Zmarł 10 września 1986 roku w Nowym Jorku mając niespełna 56 lat.
Gra Peppera Adamsa charakteryzowała się wielkim oraz bardzo skupionym tonem. Wypromowany przez niego sposób gry na saksofonie barytonowym był zupełnie różny od tego, jaki wypracował Gerry Mulligan. Po przedwczesnej śmierci Adams zaczął być coraz szerzej poznawany i zaczęto studiować jego sposób grania. Za życia sława Mulligana przyćmiła nieco dokonania Peppera Adamsa, lecz dziś wiadomo, że oni obaj przyczynili się w znacznym stopniu do uformowania współczesnego sposobu gry na saksofonie barytonowym. Do wpływu Peppera Adamsa na swój sposób grania przyznaje się dziś wielu saksofonistów barytonowych, jak choćby Scott Robinson, Ronnie Cuber i Gary Smulyan będący „bari chair” Vanguard Jazz Orchestra oraz wielu innych.
Pepper Adams grał na saksofonie barytonowym Selmer Radio Improved (model pośredni pomiędzy Balanced Action oraz Super Balanced Action) o skali do niskiego B, używając ustników Berg Larsen o odchyleniu 105 oraz stroików z tworzywa sztucznego. Czasami używał ustników Bobby Dukoff D6 bądź Lawton 6*.

## Wybór dyskografii

### Jako lider
- 1957 – The Cool Sound Of Pepper Adams (Savoy Records) z: Bernardem McKinney, Hankiem Jonesem oraz Elvinem Jonesem
- 1958 – 10 To 4 At The 5 Spot (OJC, 1958) z: Donaldem Byrdem, Bobbym Timmonsem, Dougiem Watkinsem
- 1961 – Out Of This World (Fresh Sound Records) z Donaldem Byrdem, Herbim Hancockiem, Teddym Charlesem
- 1963 – Pepper Adams Plays Charles Mingus (Fresh Sound Records) z Thadem Jonesem, Charlesem McPhersonem, Zootem Simsem, Hankiem Jonesem, Paulem Chambersem, Dannym Richmondem
- 1968 – Encounter! (OJC) z Zootem Simsem, Tommym Flanaganem, Ronem Carterem, Elvinem Jonesem
- 1978 – The Master (Camden, 1978-85) z Frankiem Fosterem, Rolandem Hanna George’em Mrazem, Billym Hartem
- 1983 – Conjuration: Fat Tuesday´s Session (Reservoir) z Kennym Wheelerem, Hankiem Jonesem, Clintem Houstonem, Louisem Hayesem
- 1986 – Pepper (Enja) z Walterem Norrisem, George’em Mrazem, Dennym Christiansonem Big Band (1975-1986)

### Jako współtwórca
- Charles Mingus: The Complete Debut Recordings (Debut, Fantasy, 1951-58)
- Lennie Niehaus: Zounds (OJC, 1954-56)
- Howard Rumsey: In The Solo Spotlight (OJC, 1954-57)
- Stan Kenton: Kenton In Hi-Fi (Capitol, 1956-58)
- Toots Thielemans: Man Bites Harmonica (OJC, 1957)
- John Coltrane: Dakar (Prestige/OJC, 1957)
- Shorty Rogers: Portrait Of Shorty (RCA, 1957)
- Chet Baker: Chet (OJC, 1958)
- Johnny Griffin: Johnny Griffin Sextet (OJC, 1958)
- Donald Byrd: Off to the Races (Blue Note, 1959), At The Half Note Cafe, Vols. 1 & 2 (Blue Note, 1960), Electric Byrd (Blue Note, 1970)
- Thelonious Monk: At Town hall (Columbia, 1959)
- Freddie Hubbard: Minor Mishap (Black Lion, 1961)
- Jimmy Forrest: Soul Street (OJC, 1961)
- Blue Mitchell: A Sure Thing (OJC, 1962)
- Charles Mingus: The Complete Debut Recordings (Debut, Fantasy, 1951-58), Blues And Roots (Atlantic, 1959), Mingus Ah Um (Columbia, 1959), The Complete Town Hall Concert (Blue Note, 1962)
- Oliver Nelson: More Blues And Abstract Truth (Impulse!, 1964)
- Joe Zawinul: The Rise And Fall Of The Third Stream / Money In The Pocket (Rhino, 1966-67)
- Stanley Turrentine: Rough ´N´ Rumble (Blue Note, 1966)
- Thad Jones: Mean What You Say (OJC, 1966)
- Barry Harris: Luminescence! (OJC, 1967)
- Lee Morgan: Standards (Blue Note, 1967)
- Dizzy Gillespie: Live At The Village Vanguard (Blue Note, 1967)
- Houston Pearson: Blue Odysee (OJC, 1968)
- Don Friedman: Hot Pepper and Knepper (Progressive, 1978)
- Peter Leitch: Red Zone, Exhilaration (Reservoir, 1984-88)